# Ferrières-le-Lac
Ferrières-le-Lac is een gemeente in het Franse departement Doubs (regio Bourgogne-Franche-Comté) en telt 129 inwoners (2004). De plaats maakt deel uit van het arrondissement Montbéliard.

## Geografie
De oppervlakte van Ferrières-le-Lac bedraagt 2,4 km², de bevolkingsdichtheid is 53,8 inwoners per km².

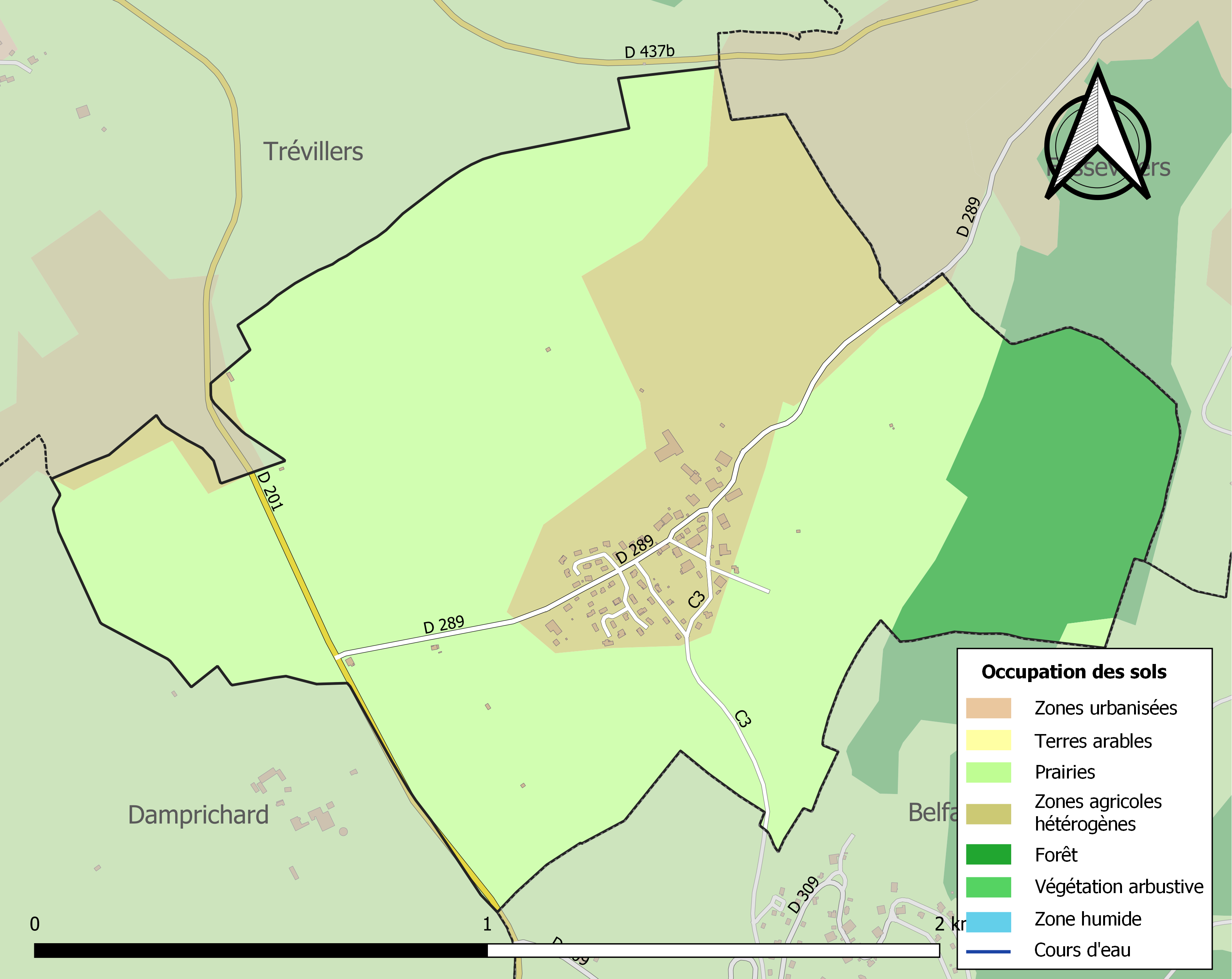
Kaart van de gemeente met de belangrijkste infrastructuur, bodemgebruik en omliggende gemeenten

## Demografie
Onderstaande figuur toont het verloop van het inwonertal (bron: INSEE-tellingen).